# Уиндгап
Уиндгап (англ. Windgap; ирл. Bearna na Gaoithe) — деревня в Ирландии, находится в графстве Килкенни (провинция Ленстер).
В романе «The Mayor of Windgap», написанном в 1834 году Майклом Банином, действие происходит в 1779 году в Уиндгапе.